# Brainpower
Brainpower, pseudonimo di Gerrit-Jan Mulder (Anversa, 5 febbraio 1975), è un rapper belga naturalizzato olandese.

## Biografia
Brainpower è salito alla ribalta con la hit Alles, classificatasi 6ª nelle Dutch Charts. Verschil moet er zijn (2002), certificato oro dalla Nederlandse Vereniging van Producenten en Importeurs van beeld- en geluidsdragers, è stato il suo primo disco a raggiungere la top ten della graduatoria LP olandese.
È stato premiato con l'MTV Europe Music Award al miglior artista olandese del 2002.

## Discografia

### Album in studio
- 2001 – Door merg & brain
- 2002 – Verschil moet er zijn
- 2005 – Even stil
- 2008 – Hard
- 2008 – Hart
- 2010 – Dub & dwars
- 2015 – Determination
- 2021 – Barlito's Way

### EP
- 2006 – Vlinders (con Dicecream)
- 2013 – The Collabs EP

### Raccolte
- 2009 – Mijn manier: 1999 - 2009

### Singoli
- 2005 – Even stil
- 2007 – The Chosen (Assassin's Creed) (con Intwine)
- 2008 – Boks ouwe
- 2011 – Bleedin' organz (feat. Shabazz the Disciple)
- 2011 – Mic Bizniz (feat. Yellowman)
- 2011 – Light It Up
- 2011 – People
- 2012 – Een mooi bericht (feat. Anthony Heidweiller)
- 2012 – Sometimes
- 2012 – Hing, hing, hing
- 2012 – Boxfresh (feat. Ladybug Mecca)
- 2012 – Greenhouse
- 2013 – The Universal Funk (feat. PMD)
- 2014 – Troubled Soul
- 2014 – Rock
- 2015 – Don't Let Go (feat. Keith John)
- 2015 – Nothing
- 2016 – All the Same (feat. Orange Grove)
- 2018 – Wie heeft (feat. Tommie Christiaan)
- 2018 – De bass druipt
- 2018 – Elvy (feat. Philippe Lemm Trio)
- 2018 – De beat
- 2019 – Onbetaalbaar
- 2019 – Only When Alone (feat. Midd)
- 2019 – Alleen als ik alleen ben (feat. Midd)
- 2019 – Style That We Bring (feat. Crim Dela Crim)
- 2019 – Staan
- 2019 – Lyricist
- 2019 – Can't Miss It (feat. Rollarocka)
- 2019 – Can't Stay
- 2019 – Unity (feat. The Ichiban Don & Daylyt)
- 2019 – 1999-2019
- 2020 – Type met woorden
- 2020 – Kick Snare Hi-Hat
- 2020 – De Niro in Casino
- 2020 – Iedereen zegt
- 2020 – Hart onder de riem
- 2020 – Hoopvol
- 2020 – Menselijk oordeel
- 2020 – 2001 Brain
- 2020 – Crockett & Tubbs
- 2020 – Bars
- 2020 – Tape Is Goud
- 2020 – Barnold schwarzenegger
- 2020 – Braining Day
- 2021 – Cazals & Keytars
- 2021 – Spreek
- 2021 – Dichter bij god
- 2021 – Matt Damon in Rounders
- 2021 – John Nada
- 2023 – Rap objet d'arts